# Большое Поле (Кировская область)
 Большое Поле  — опустевшая деревня в Санчурском муниципальном округе Кировской области.

## География
Расположена на расстоянии примерно 7 км по прямой на северо-запад от райцентра поселка Санчурск.

## История
Известна была с 1748 года как деревня Парыспаево с 46 жителями мужского пола. В 1873 году здесь (Парыспаево или Поле большое) дворов 26 и жителей 220, в 1905 (Большое Поле или Акмолина) 39 и 192, в 1926 (Большое Поле или Парыспаево) 55 и 254, в 1950 35 и 106, в 1989 14 жителей. Настоящее название утвердилось с 1939 года. С 2006 по 2019 год входила в состав Сметанинского сельского поселения.

## Население
Постоянное население составляло 6 человек (татары 33%, мари 33%) в 2002 году, 0 в 2010.